# Sangak
 (janvier 2019).
Si vous disposez d'ouvrages ou d'articles de référence ou si vous connaissez des sites web de qualité traitant du thème abordé ici, merci de compléter l'article en donnant les références utiles à sa vérifiabilité et en les liant à la section « Notes et références ».

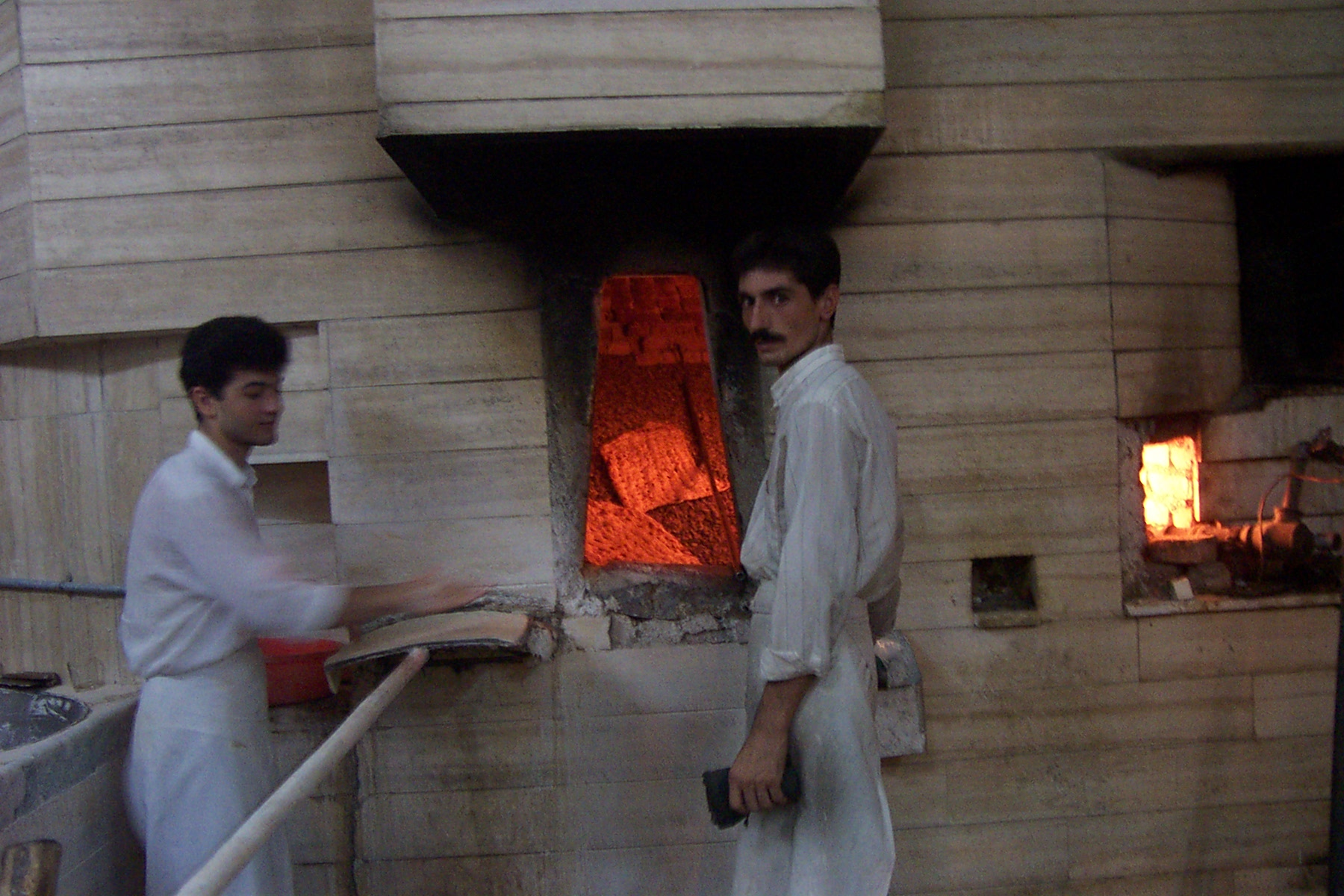
Deux boulangers cuisent du pain sangak dans un four traditionnel.

Sangak (en persan : سنگک / sangak ; en azéri : səngək) ou nan-e sangak (en persan : نان سنگک / nân-e sangak) est un pain iranien, plat au levain de blé entier, rectangulaire ou triangulaire,.

## Caractéristiques
Traditionnellement, le plat est préparé à partir d’une pâte cuite sur un lit de pierres chaudes dans un four. La recette comprend tout d'abord une fermentation de deux heures, suivi d'un étirement de la pâte sur le lit de pierres. Une fois cuite, la pâte est secouée fortement pour en déloger les quelques graviers incrustés,.
San en persan signifie littéralement « petite pierre » ou « caillou ». Sangak, ou plus précisément nan-e sangak, se réfère au pain. Les boulangeries spécialisées dans la fabrication de ce mets typique se sont depuis modernisées et les plaques chauffantes bosselées ont remplacé les petites pierres.

## Histoire

Sangak.

Son origine remonte à l’Empire perse, dont chaque soldat de l’armée portait avec lui un petit sac de pierres. Ces dernières étaient alignées dans des fours en argile, les fours à sangak, servant à cuire le pain de toute l'armée.
Ce pain était traditionnellement celui des classes aristocratiques ou militaires perses. Les boulangeries saisonnières le préparaient le plus souvent en hiver.
Il est mentionné pour la première fois au XIe siècle. Chaque soldat portait une petite quantité de cailloux qui étaient ensuite assemblés au camp pour créer le four à sangak qui servait à cuire le pain pour toute l'armée.

## Consommation
Le sangak est également utilisé au moment de la cérémonie de fiançailles ; il est alors cuit en grand format et décoré de miel et de sésame.
Ce pain est souvent consommé avec une brochette d'agneau.
De nos jours, il est aussi servi au petit déjeuner avec du thé noir sucré et du paneer lighvan (fromage à base de lait de brebis).

## Pays consommateurs
Le pain a toujours été largement consommé sur le territoire de l'Azerbaïdjan actuel, mais après la prise de contrôle par l'Union soviétique en 1920, il a perdu sa popularité. Les Soviétiques ont opté pour la production en masse de pain, une option qui n’était pas possible pour le sangak traditionnel, formé à la main. Dans les pays voisins de l’Iran, le sangak n'a jamais perdu sa popularité.

## Types et variantes
Il existe généralement deux variétés de ce pain : une sans garniture, et la variété la plus chère, garnie de graines de pavot et/ou de graines de sésame.
Auparavant, les graines de pavot à opium étaient utilisées à cette fin, ce qui est maintenant interdit.